# Erik (Comiczeichner)
Erik (* 13. Februar 1964, wohnhaft in Saarbrücken), mit bürgerlichem  Namen Frank Weißmüller, ist ein Comic-Künstler und Grafik-Designer. Im Comicbereich arbeitet er derzeit an seinen beiden Serien Dédé – Eriks Detektiv Deschamps, kurz zumeist Dédé genannt, und Deae ex machina, auch als Deae – Eriks Deae ex machina bekannt.

## Biographie
Im Saarland aufgewachsen, studierte Erik Grafik-Designer in Saarbrücken mit Abschlussdiplom 1989. Nach einer Zeit als Art Direktor übersiedelte er 1994 nach Düsseldorf für Anstellungen als Werbetexter, ehe er 2001 als freischaffend tätiger Texter und Zeichner nach Saarbrücken zurückkehrte.
Mit Comics in Berührung kam Erik erstmals über Großvater und Vater, die ihm Wilhelm Busch mit faszinierendem Duktus vorgelesen haben, später durch die Mutter mit Asterix. Am meisten interessierte ihn als Kind allerdings Buck Danny. Mittlerweile liest er aber nur sehr wenige Comics, am liebsten von Künstlern, die er auch persönlich kennen und schätzen gelernt hat, etwa Baru, mit dem er auf der Kinder- und Jugendbuchmesse in Saarbrücken gemeinsam signierte.

## Comic-Werk

### Eiszeit
Eiszeit war Eriks erster Versuch, einen umfangreicheren Comic zu gestalten. Ausgelegt auf fünf Teile, wurde nur der erste, Piter, 1999 bis 2000 realisiert. Das Fragment umfasst insgesamt 96 Seiten, die nachträglich von Sommer 2011 bis Frühling 2012 auf der Homepage des Künstlers mit zwei neuen Seiten jeden Dienstag als Webcomic veröffentlicht wurden. Im Anschluss daran folgte ein bis zum Ende reichender Ausblick auf den geplanten Fortgang der Reihe, detaillierter für den zweiten Band, und einige Produktionsinformationen.
Die Geschichte von Piter spielt vom Silvesterabend 2049 bis 2. Januar 2050 vorwiegend in St. Petersburg, wovon Piter ein gängiger russischer Spitzname ist. Die nördliche Hemisphäre leidet unter dem Kippen des Golfstromes. Vor der Stadtgrenze von St. Petersburg liegt zudem die Kühltruhe eines US-amerikanischen Konzerns und globalen Fernsehsenders. In dieser werden todkranke Bürger aus dem ganzen Gebiet der „Vereinigten Staaten von Europa“ eingefroren verwahrt, bis eine Heilung möglich ist. Durch eine mutmaßliche Computerfehlfunktion werden die falschen Patienten aufgetaut. Im Chaos kann einer davon entfliehen, der anscheinend gut zwei dutzend tödliche Erreger in sich trägt und trotz deutlich unterkühlter Körpertemperatur sehr agil ist. Zur Verfolgung werden zwei Polizisten ausgesandt, Elena und Boris. Auch der US-Konzern und ein japanischer Konkurrent interessieren sich für den Flüchtigen.
Gezeichnet hat Erik diese Geschichte nur an Abenden und Wochenenden, während er Vollzeit in der Werbebranche angestellt war. Inspirieren ließ er sich von einer Umfrage eines Wirtschaftsmagazins unter Wissenschaftlern über den globalen Fortgang der Menschheit, in welcher Pandemien und das Kippen des Golfstroms Erwähnung fanden. Die Geschichte wurde einem französischen Verleger vorgelegt, der von einem neuen Künstler aber nur abgeschlossene Geschichten von 46 Seiten herausbringen wollte.

### Deae ex machina
Deae ex machina war Eriks erster veröffentlichter Comic. Von Januar bis Ende August 2009 lief die Serie in neun monatlichen Folgen von in der Regel zwei Kapiteln als Webcomic. Veröffentlichungen in Fortsetzungen im Magazin Comix sowie gesammelt in Alben folgten.

### Dédé
Dédé war Eriks erster gedruckter Comic. Das Debütalbum, Sind sie tot, Madame?, erschien im Mai 2010 und damit einen Monat vor dem Vorabdruck des ersten Kapitels von Deae in Comix 06/2010.

## Bibliographie
- ab 2010: Dédé (bislang 5 Alben)
- 2011–2018: Deae ex machina (5 Alben – abgeschlossen)